# Edelmira Linares Mazari
María Edelmira Linares Mazari (Ciudad de México, 3 de marzo de 1952) es una científica mexicana especializada en biología, con orientación a la etnobotánica y educación ambiental.

## Trayectoria académica
Obtuvo los títulos de licenciatura, maestría y doctorado por la Facultad de Ciencias de la UNAM. Desde 1974 y hasta su jubilación en 2024, formó parte de la plantilla académica del Jardín Botánico del Instituto de Biología de la UNAM. 
Entre los cargos que asumió fue el de encargada del Área de Difusión y Enseñanza desde 1981 hasta 1991 y posteriormente retomó desde 1996 hasta el 2000, durante el cual implementó el proyecto de divulgación de la ciencia Calendarios del Jardín Botánico, el cual continúa hasta 2025 con el nombre de Calendarios del Instituto de Biología. Otro de los proyectos coordinado por ella es el Semillatón.
Es integrante de la Red de Sistemas Agroalimentarios Localizados - México. Durante 25 años participó en los trabajos de actualización de la Farmacopea de los Estados Unidos Mexicanos, siendo nombrada como experto numerario del Consejo Técnico de la Comisión Permanente durante el periodo 2001-2014.

## Publicaciones
Es una escritora prolífica y hasta 2024, fecha de su jubilación publicó artículos sobre las propiedades fitoquímicas de las plantas medicinales y de los quelites, capítulos en libros. Es coautora de libros y ha realizado publicaciones de divulgación. .Además participó como articulista invitada de La Jornada Campo: 
- Linares, E. 1994. Los Jardines Botánicos de México, su Historia, Situación Actual y Retos Futuros. Chapingo. Serie Horticultura 2:29-42.
- Bye, R., E. Linares. 2000. Plantas Medicinales del México Prehispánico. Arqueología Mexicana. VII (39): 4-13
- Estrada-Reyes, R., E. Aguirre Hernández, A. Gracía-Argáez, M. Soto Hernández, E, Linares, R. Bye, G. Heinze, M Martínez-Vazquez. 2004. Comparative chemical composition of Agastache Mexicana Subs. xolocotziana and A. Mexicana subsp. xolocotziana. Biochemical systematics and ecology.32:685-694.
- Maite Lascurain-Rangel, Sergio Avendaño-Reyes, Richard Tan, Javier Caballero, Laura Cortés-Zárraga, Edelmira Linares-Mazari, Robert Bye-Boettler, Citlalli López-Binnqüist, y Alejandro de Ávila. 2022, Plantas americanas utilizadas como condimento en la cocina mexicana / American plants used as a condiment in Mexican cuisine. Revista Mexicana de Biodiversidad 93 (2022): e933949. ISSN versión electrónica: 2007-8706; Universidad Nacional Autónoma de México, Instituto de Biología. Open Access bajo la licencia CC BY-NC-ND (4.0) https://doi.org/10.22201/ib.20078706e.2022.93.3949.
- Balcázar, T., C.C. Hernández, E. Linares, L.M. Rangel, E. Herrera. 1964. El Curso de Horticultura Infantil "Quilchiuhcayotl", una Experiencia en Educación Ambiental. En: E. Linares, C.C. Hernández y E. Herrera (eds.). La Educación en los Jardines Botánicos: un Mundo de Ideas. Asociación Mexicana de Jardines Botánicos y Jardín Botánico del Instituto de Biología de la UNAM. México. pp. 69-71.
- E. Linares, T. Balcázar, E. Aguirre. 2006. Importancia de promover el consumo de hongos silvestres, como una estrategia de conservación de los bosques templados de México, Taller: Los hongos comestibles de la Sierra Nevada. The Nature of Success: Success for Nature. Botanic Conservation International 1-6 p. BGCI.org. Tema Conciencia pública sobre las plantas. Publicación digital.
- Linares E. R. Bye. 2008. Diversidad Bio-Cultural del maíz en México. Amaranto, Nueva Época. 1(1): 4-13 pp

## Premios y reconocimientos
Durante su trayectoria académica ha recibido diversos reconocimientos y premios a nivel nacional e internacional, entre los que destacan:
- El premio Distinguish Economic Botanist 2010, otorgado por la Sociedad Etnobotánica de Estados Unidos,[7]
- El reconocimiento Sor Juana Inés de la Cruz[8] en 2020
- En 2024 la 2a sesión Seminario Virtual Permanente de la Red SIAL-México 2024, se la dedicaron por su trayectoria: Etnobotánica, saberes culinarios y medicinales. Homenaje en vida a la Dra. Edelmira Linares, IB-UNAM.[9]